# Johann Büsen
Johann Büsen (* 1984 in Paderborn) is een Duitse beeldend kunstenaar.

## Leven
Büsen studeerde van 2005 tot 2010 aan de Bremen University of the Arts, diploma bij Peter Bialobrzeski. Sinds 2003 nam hij deel aan verschillende groeps- en solotentoonstellingen. Hij woont en werkt in Bremen.

## Werk

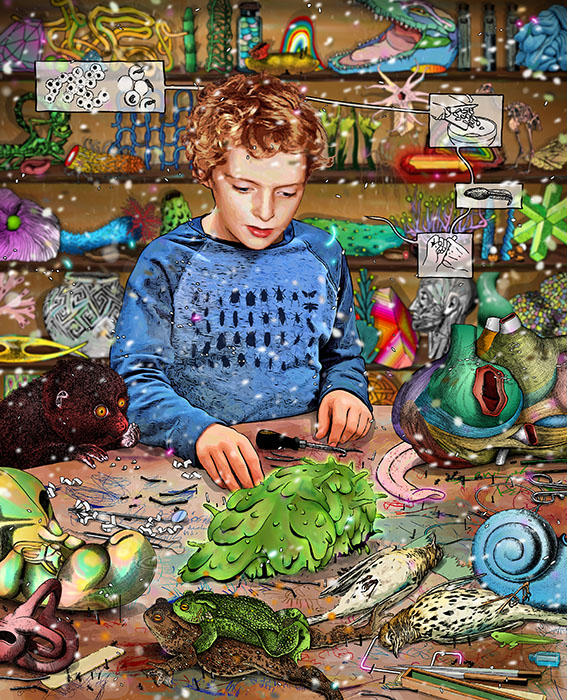
Exploration, 2016

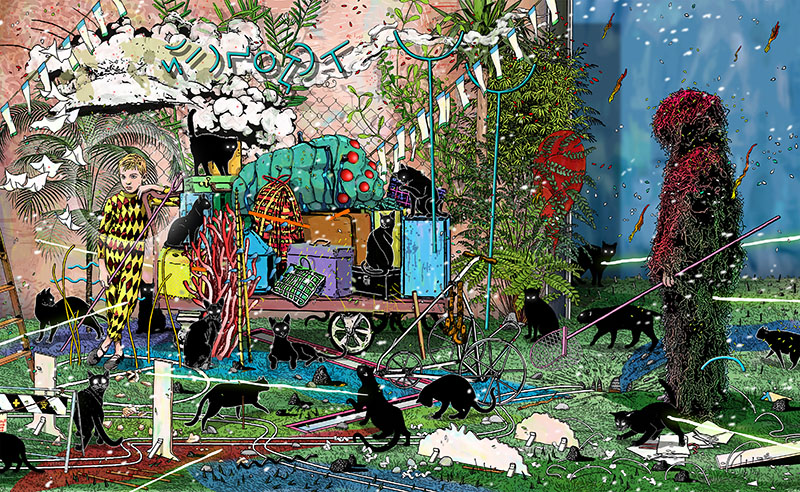
Catcher, 2016

Johann Büsen tekent, fotografeert en neemt motieven van verschillende media - van conventionele gedrukte producten tot afbeeldingen van internet. De bewerkte elementen worden samengevat in nieuwe, surrealistische verhalen. Digitaal schilderen wordt gemaakt op de computer met behulp van een grafisch tablet en verschillende programma's.
In 2016 won hij een aanbesteding van de Bremen Senator voor Cultuur om de Bremen Art Tunnel, een fiets- en voetgangerstunnel tussen Osterdeich en Wallanlagen, opnieuw te ontwerpen. Hij ontwierp hier in de openbare ruimte zo'n 500 vierkante meter uit 200 vellen papier verzegeld met blanke lak. Hij creëerde het langste kunstwerk van Bremen.

## Tentoonstellingen (selectie)
Solotentoonstellingen
- 2008: Interrupt, Galerie Des Westens, Bremen
- 2009: Pop-Up, Städtische Galerie im Königin-Christinen-Haus, Zeven
- 2011: Kurzurlaub, Galerie Mitte, Bremen[5]
- 2012: Excursion, Galerie G.A.S.-Station, Berlin[6]
- 2013: Coexistence, Evelyn Drewes Galerie, Hamburg[7]
- 2013: Hide + Seek, NWWK Neuer Worpsweder Kunstverein, Worpswede[8]
- 2014: In Between, Galerie Brennecke, Berlin
- 2014: Twisted Signs, Kunstförderverein, Weinheim[9]
- 2016: Elsewhere, Kunstverein, Wedemark[10]
- 2018: Secrets, Venet-Haus Galerie, Neu-Ulm
- 2019: Digitale Malerei, Lippische Gesellschaft für Kunst, Detmold[11]

Groepstentoonstellingen
- 2005: Wer Visionen hat soll zum Arzt gehen, Gesellschaft für Aktuelle Kunst, Bremen
- 2006: 83. Herbstausstellung, Städtische Galerie KUBUS, Hannover[12]
- 2009: 15 Positionen zeitgenössischer Kunst, Vorwerk – Zentrum für zeitgenössische Kunst, Syke
- 2011: 7. Kunstfrühling, Güterbahnhof, Bremen
- 2011: Krieg im Frieden, Kunstpavillon München[13]
- 2012: Mediated Visions, Galerie Wedding, Berlin
- 2012: Salon Schwarzenberg, Galerie Neurotitan, Berlin[14]
- 2013: Discover Me, Ostfriesisches Landesmuseum Emden[15]
- 2014: 37. Bremer Förderpreis für Bildende Kunst, Städtische Galerie Bremen[16]
- 2014: Videodox, Galerie der Künstler, München
- 2014: Urban Art - Wie die Street Art ins Museum kam, Schloss Agathenburg
- 2015: Weltraum, Rathausgalerie Kunsthalle, München[17]
- 2015: Knotenpunkt, Affenfaust Galerie, Hamburg[18]
- 2015: Salon Salder, Städtische Kunstsammlungen, Salzgitter[19]
- 2016: Zwei Meter unter Null, Kunsthalle Wilhelmshaven[20]
- 2018: Summer Breeze, 30works Galerie, Köln[21]

## Awards
- 2007: 29. Internationaler Kunstpreis, Schloss Freienfels, Hollfeld
- 2010: Paula Modersohn-Becker Nachwuchs-Kunstpreis, Kunsthalle, Worpswede[22]
- 2018: 10-monatiges Arbeitsstipendium, St. Stephani (Bremen)[23]